# Англар де Салер
Англар де Салер (фр. Anglards-de-Salers) насеље је и општина у централној Француској у региону Оверња, у департману Кантал која припада префектури Морјак.
По подацима из 2011. године у општини је живело 817 становника, а густина насељености је износила 16,89 становника/km². Општина се простире на површини од 48,36 km². Налази се на средњој надморској висини од 825 метара (максималној 1.317 m, а минималној 530 m).

## Демографија
| 1962. | 1968. | 1975. | 1982. | 1990. | 1999. | 2011. |
| ----- | ----- | ----- | ----- | ----- | ----- | ----- |
| 1.108 | 1.240 | 1.037 | 819   | 843   | 755   | 817   |

График промене броја становника у току последњих година